# Pias (Lousada)
Pias é uma povoação portuguesa do Município de Lousada que foi sede da extinta Freguesia de Pias, freguesia que tinha 2,70 km² de área e 1 288 habitantes (2011). A sua densidade populacional era 477 hab/km².
A Freguesia de Pias foi extinta (agregada) pela reorganização administrativa de 2012/2013, sendo o seu território agregado ao das Freguesias de Silvares, Nogueira e Alvarenga para criar a nova União de Freguesias de Silvares, Pias, Nogueira e Alvarenga.

## População
| População da freguesia de Pias | População da freguesia de Pias | População da freguesia de Pias | População da freguesia de Pias | População da freguesia de Pias | População da freguesia de Pias | População da freguesia de Pias | População da freguesia de Pias | População da freguesia de Pias | População da freguesia de Pias | População da freguesia de Pias | População da freguesia de Pias | População da freguesia de Pias | População da freguesia de Pias | População da freguesia de Pias |
| ------------------------------ | ------------------------------ | ------------------------------ | ------------------------------ | ------------------------------ | ------------------------------ | ------------------------------ | ------------------------------ | ------------------------------ | ------------------------------ | ------------------------------ | ------------------------------ | ------------------------------ | ------------------------------ | ------------------------------ |
| 1864                           | 1878                           | 1890                           | 1900                           | 1911                           | 1920                           | 1930                           | 1940                           | 1950                           | 1960                           | 1970                           | 1981                           | 1991                           | 2001                           | 2011                           |
| 362                            | 322                            | 342                            | 357                            | 393                            | 414                            | 432                            | 529                            | 570                            | 643                            | 619                            | 761                            | 939                            | 1 081                          | 1 288                          |

| Distribuição da População por Grupos Etários | Distribuição da População por Grupos Etários | Distribuição da População por Grupos Etários | Distribuição da População por Grupos Etários | Distribuição da População por Grupos Etários | Distribuição da População por Grupos Etários | Distribuição da População por Grupos Etários | Distribuição da População por Grupos Etários | Distribuição da População por Grupos Etários | Distribuição da População por Grupos Etários |
| -------------------------------------------- | -------------------------------------------- | -------------------------------------------- | -------------------------------------------- | -------------------------------------------- | -------------------------------------------- | -------------------------------------------- | -------------------------------------------- | -------------------------------------------- | -------------------------------------------- |
| Ano                                          | 0-14 Anos                                    | 15-24 Anos                                   | 25-64 Anos                                   | > 65 Anos                                    |                                              | 0-14 Anos                                    | 15-24 Anos                                   | 25-64 Anos                                   | > 65 Anos                                    |
| 2001                                         | 223                                          | 219                                          | 545                                          | 94                                           |                                              | 20,6%                                        | 20,3%                                        | 50,4%                                        | 8,7%                                         |
| 2011                                         | 249                                          | 155                                          | 764                                          | 120                                          |                                              | 19,3%                                        | 12,0%                                        | 59,3%                                        | 9,3%                                         |

## Património
- Igreja de São Lourenço de Pias